# Biens extérieurs
Pour les articles homonymes, voir Bien.
En philosophie morale, les biens extérieurs sont des instances dont la possession aide ou non à trouver le bonheur.

## Liste des biens extérieurs
- La richesse
- L’honneur
- L'amitié
- La beauté
- La magnificence

## Opinions
- Aristote les oppose aux biens du corps et aux biens de l’esprit.
- Théophraste insistait sur la nécessité de joindre les biens extérieurs à la vertu pour vivre heureux.
- Sénèque nie l’existence des biens (tout comme des maux) extérieurs à l'âme : le seul bien réellement indispensable au bonheur est la vertu.

## Synonymes
Pour Platon, le Bien en soi est universel. Les mots et expressions suivantes peuvent parfois être pris comme synonymes de Biens extérieurs :
- Les « préférables » (Sénèque le Jeune)
- Les « avantages » (Aristote)
- Les « biens de la fortune » (Thomas d'Aquin dans sa Somme théologique)
- Platon, dans l’Euthydème, nomme la (bonne) naissance, les pouvoirs et les honneurs, la réputation « Biens réels ». Il ajoute beauté, santé et richesse, dans cet ordre[1],[2] mais les biens ne sont possédés que s’ils sont utiles. La vertu [3]est ce qui maîtrise l’usage au lieu de lui être soumis, et n’existe, ne vaut que si elle va de pair avec l'usage et s’ils font partie d’un savoir et de son utilité[4].